# Rokon Trail-Breaker

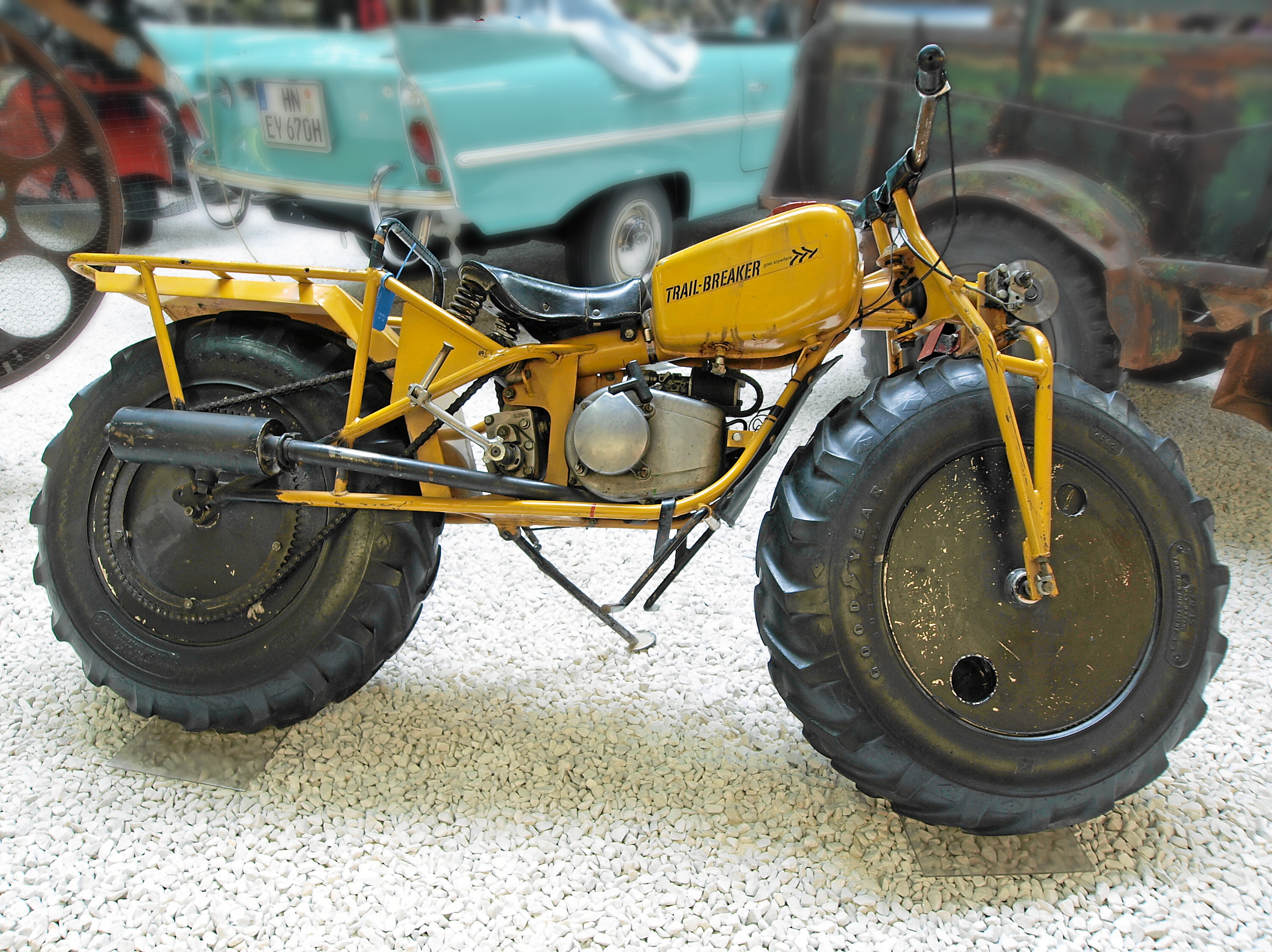
Rokon Trail-Breaker (Mk 3)

Die  Rokon Trail-Breaker ist ein seit mehr als 50 Jahren vom US-amerikanischen Hersteller Rokon gebautes Motorrad, dessen beide Räder über Ketten angetrieben werden. Dies verhilft ihm zu ungewöhnlicher Bergsteigefähigkeit, außerdem ist das Motorrad mit Ballonreifen schwimmfähig. Durch seine Bauart ist es ein Zweirad mit Frontantrieb.

## Geschichte
1958 stellte Charles Fehn (1915–1972) den ersten Prototyp eines allradgetriebenen Motordreirades her; am 20. August 1963 beantragte er ein Patent auf ein kettengetriebenes Motorrad mit Allradantrieb das unter der Nummer US3268025 registriert wurde. Einen ähnlichen Antrieb mit mehreren Ketten konstruierte schon 1924 Bill Bradley. Motorenlieferanten für die Vorserie der Trail-Breaker waren zunächst ILO und Maico. In der 1963 begonnenen Serienproduktion wurde ein Zweitaktmotor von West Bend mit 134-cm³ Hubraum verwendet, der ursprünglich als Bootsmotor konzipiert war. 1965 wurde der Motorenhersteller von Chrysler übernommen. 1965 fügte ein neuer Investor den Markennamen Rokon (hergeleitet „On The Rocks“) hinzu.
In den 1990er-Jahren erhielten die Modelle Viertaktmotoren von Honda und Kohler. Unterbrochen durch Firmenverkauf (Nethercutt Industrial Corporation an Orla Larsen), Insolvenz (1978–1982) und Modellwechsel wird das Modell Rokon Trail-Breaker bis heute gebaut.

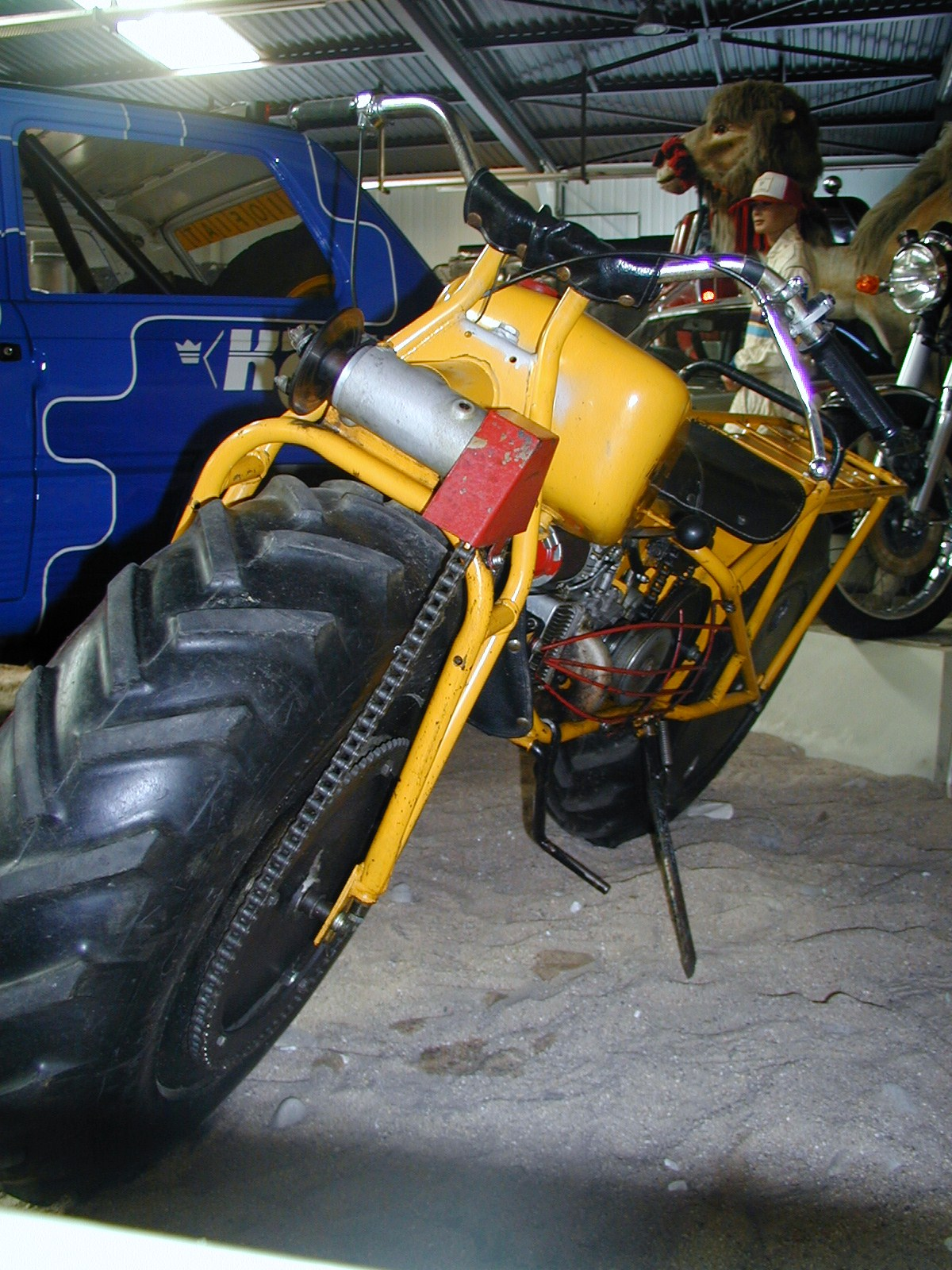
Rokon Trail-Breaker (Mk 3)

## Technik
Der gebläsegekühlte, schlitzgesteuerte Einzylinder-Zweitaktmotor der ersten Modellreihe war liegend im Doppelrohrrahmen eingebaut und wurde über einen Seilzug gestartet. Er lief mit 1 : 20 Zweitaktgemisch. Der Motor hatte einen Schwunglichtmagnetzünder und einen lageunabhängigen Tillotson-Membranvergaser. Ein Dreiganggetriebe mit Flüssigkeitskupplung überträgt die Kraft über eine Kette und ein Winkelgetriebe auf eine Antriebswelle im Rahmenhauptrohr; diese war über ein Kreuzgelenk in Lenkachsenflucht, Winkelgetriebe und eine Kette mit dem Vorderrad verbunden; eine weitere Kette trieb das Hinterrad an. Eine Schlingfederkupplung (Freilauf) erlaubt für die bessere Fahrbarkeit dem Vorderrad eine höhere Drehzahl als dem Hinterrad. Spätere Modelle erhielten statt der Flüssigkeitskupplung eine Fliehkraftkupplung und ein automatisches stufenloses Keilriemengetriebe. Mit einem im Stand schaltbaren Dreigangvorgelege konnte man die Höchstgeschwindigkeit und das maximale Raddrehmoment vorwählen. Das ungefederte Fahrzeug hatte einen Radstand von 1244 mm und Ballonreifen der Größe 6,70 × 15 Zoll von Goodyear.
Flussdurchfahrten sind bis zu einer Wattiefe von 61 cm möglich. Das Motorrad ist in Verbindung mit den Ballonreifen schwimmfähig, so dass man es „bei Flussdurchquerungen einfach hinter sich herziehen“ kann. Andererseits sind die hohlen Aluminium-Radkörper auch als Vorratsbehälter für Trinkwasser oder Benzin mit einem Fassungsvermögen von 17 Litern nutzbar oder können mit Sand gefüllt werden, wodurch sich jeweils die Traktion erhöht, während die Schwimmfähigkeit verloren geht. In einer alten Broschüre gab der Hersteller die Bergsteigefähigkeit mit unglaublichen 60 Grad an, inzwischen wurde das auf 60 % korrigiert. Das Leergewicht liegt je nach Modell zwischen 83,5 und 99 kg.
Das Motorrad hatte zunächst nur eine Trommelbremse im Vorderrad, seit 1974 waren es zwei mechanisch betätigte, und seit 2007 sind es hydraulisch betätigte Scheibenbremsen an der Antriebswelle. Die vordere Scheibenbremse wirkt über den Freilauf auf beide Räder.
Die weitere Modellpflege umfasste die Einführung einer elektronischen Zündung (1985), Viertaktmotoren (1994), elektrischem Starter (1999) und einer Langarmschwinge (2008).
Für die Rokon Trail-Breaker sind verschiedene Anbaugeräte sowie Anhängerkupplung für den Holztransporter erhältlich.

## Modelle
|                               | Trail-Breaker Mk 2–4      | Trail-Breaker Mk 5–7       | Trail-Breaker Mk 8        | Trail-Breaker             |
| Bauzeit                       | 1963 bis 1973             | 1974 bis 1993              | 1994 bis 1999             | seit 1999                 |
| Motor                         | Einzylinder-Zweitaktmotor | Einzylinder-Zweitaktmotor  | Einzylinder-Viertaktmotor | Einzylinder-Viertaktmotor |
| Hersteller                    | West Bend                 | Chrysler/Force             | Honda                     | Kohler                    |
| Hubraum                       | 134 cm³                   | 134 cm³                    | 160 cm³                   | 208 cm³                   |
| Leistung/bei                  | 7 HP (5,2 kW) 6.500 min−1 | 10 HP (7,5 kW) 8.000 min−1 | 5 HP (3,7 kW) 3.600 min−1 | 7 HP (5,2 kW) 3.600 min−1 |
| Höchstgeschwindigkeit in km/h | 40                        | 56                         | 48                        | 72                        |